# Magnus Læssøe Stephensen
Magnus Læssøe Stephensen (født 12. oktober 1903 i Holte, død 14. marts 1984 i Helsingør) var en dansk arkitekt og formgiver, uddannet på Kunstakademiet 1924-30; Han var bror til Hakon Stephensen. Magnus Læssøe Stephensens bygninger præges af en formsikker funktionalisme, der ikke kun er et ydre stilpræg, f.eks. er hans rækkehuse for børnerige familier i Husum (1941-42) samt boligblokkene i Bispeparken (1940-41) og Dommerparken (1945-47); De er som mange andre bebyggelser i København og omegn er udført i samarbejde med Knud Thorball (1904-1980). En studierejse til bl.a. Japan satte sit præg på hans formgivning, der omfatter sølvarbejder for Kay Bojesen, bestik for Georg Jensen, stel for Den kongelige Porcelainsfabrik samt møbler for Fritz Hansens Eftf. bl.a. DAN-stolen fra 1931. Han modtog Eckersberg Medaljen 1948.